# Подгруздок бело-чёрный
Подгру́здок бе́ло-чёрный (лат. Rússula albonígra) — вид грибов, включённый в род Сыроежка (Russula) семейства Сыроежковые (Russulaceae).

## Описание
Шляпка достигает 5—15 см в диаметре, сначала выпуклая, затем вдавленная и воронковидная, с беловатой поверхностью, при надавливании чернеющей, с возрастом, особенно в центре, темнеющей до грязно-сероватой.
Пластинки обычно сравнительно редкие и толстые, слабо нисходящие на ножку, беловатые, с более тёмным краем, при повреждении чернеющие.
Ножка цилиндрическая или обратноконическая, очень крепкая, выполненная, белая, с возрастом покрывающаяся неправильными черноватыми пятнами.
Мякоть крепкая, белая, на воздухе сначала буреющая, затем чернеющая, изредка чернеющая лишь через несколько часов или вовсе не меняющая цвет. Запах малозаметный, фруктовый, вкус мятный.
Споровый порошок белого цвета. Споры 6,5—9×5,5—7 мкм, широкоэллиптические, бородавчатые, с тонкой сеточкой.
Съедобен, однако обладает достаточно пресным вкусом.

## Экология
Вид широко распространён в Евразии и Северной Америке, встречается как в хвойных, так и в лиственных лесах, образуя микоризу с берёзой и сосной.

## Сходные виды
- Russula anthracina Romagn. также сразу чернеет при повреждении, однако отличается более тёмной окраской шляпки и ножки.

## Таксономия

### Синонимы
- Agaricus alboniger Krombh., 1845basionym
- Russula adusta var. albonigra (Krombh.) Massee, 1893
- Russula nigricans var. albonigra (Krombh.) Cooke & Quél., 1878